# Fytocenologie
Fytocenologie (dříve nazývána v ČR též geobotanika) je nauka o rostlinných společenstvech zkoumající rostlinné formace světa. V angličtině se obor nazývá zpravidla phytosociology. Fytocenologie občas bývá zaměňována s fytogeografií, což je nauka o rozšíření rostlin na Zemi. Alternativními systémy, které se rovněž zabývají rostlinnými společenstvy, jsou lesnická typologie a geobiocenologie. Tyto systémy používají zpravidla lesníci na lesní biotopy, méně i na primární bezlesí, ovšem nikoli na sekundární bezlesí (vytvořené člověkem). Fytocenologii používají botanici na různá společenstva včetně některých nepřímo vytvořených člověkem.

## Oblasti zájmu
Fytocenologie se zabývá primárními rostlinnými společenstvy, tedy takovými, která by tady byla i bez vlivu člověka, např. bučiny, přirozené smrčiny aj. Předmětem jejího zájmu jsou však i sekundární společenstva, tedy ta, na jejichž vzniku se částečně podílel člověk, ať už přímo, nebo nepřímo, a tato společenstva se nakonec přírodními procesy stabilizovala. Příkladem jsou kosené louky, pastviny, ruderální vegetace, akátiny, společenstva plevelů aj. Nezabývá se však společenstvy vzniklými za silného přispění člověka, jako třeba brzděním sukcese (např. u luk), ale také různým vysazováním či vyséváním. Proto se nezabývá např. vysázenými monokulturami geograficky nepůvodních dřevin, kulturou vojtěšky, kulturní vysetou loukou (např. téměř monocenózou kostřavy rákosovité) aj. Nezabývá se porostem pšenice, která zde roste jen díky neustálému vysévání, ale společenstvy plevelů, jejichž existenci podmiňuje člověk jen nepřímo, už ano.

## Pravidla klasifikace
Pravidla klasifikace se řídí podle Mezinárodního kódu fytocenologické nomenklatury. Klasifikační jednotka kterékoliv úrovně se ve fytocenologii nazývá syntaxon (v taxonomii biologických druhů se v obdobném významu používá slovo taxon). Taxonomická kategorie se ve fytocenologii nazývá rank. Jména syntaxonů se obvykle tvoří z názvu botanického druhu (nebo názvů dvou druhů oddělených spojovníkem), doplněného koncovkou příslušné úrovně kategorizace (příslušného ranku). Za název se přidává zkratka autorské citace, tedy údaj o tom, kdo syntaxon zavedl. Je zvykem zapisovat (i u běžných citacích v článku) nejen autora, ale i rok.
| Hlavní ranky |          |                                       |
| název ranku  | koncovka | příklad                               |
| Asociace     | -etum    | Angelico oleracei-Cirsietum palustris |
| Svaz         | -ion     | Fagion silvaticae                     |
| Řád          | -etalia  | Arrhenatheretalia elatioris           |
| Třída        | -etea    | Festuco-Brometea                      |
Podobně jako v taxonomické hierarchii je třída obšírnějším taxonem než řád (skládá se tedy z jednoho až několika řádů). Svaz je na hierarchické úrovni obdobou čeledi, asociace pak druhu.
| Vedlejší ranky |          |                                                     |
| název ranku    | koncovka | příklad                                             |
| Subasociace    | -etosum  | Lathyro versicoloris-Quercetum pubescentis poetosum |
| Podsvaz        | -enion   | Acerenion pseudoplatani                             |
| Podřád         | -enalia  |                                                     |
| Podtřída       | -enea    |                                                     |
Subasociace a podsvazy jsou používány běžně, podřády a podtřídy velmi zřídka.
Kromě hlavních a vedlejších ranků se používají ještě neformální jednotky, například společenstvo, varianta, geografická rasa atd. Ty se zpravidla označují jménem biologického druhu. Často jsou tyto neformální jednotky používány tehdy, pokud společenstvo není jasně vylišitelné či existují spory ohledně jeho popisu (např. jednotlivé typy acidofilních borů).
Některá pravidla:
- Princip priority: každý syntaxon má jen jedno správné jméno. Existuje-li více názvů, je správný ten nejstarší. Nerozhoduje tedy výstižnost označení.
- Asociace je základní rank (ale není bezpodmínečně základní jednotkou).
- Jako nomenklatorický typ slouží snímek společenstva.
- Lze zamítnout snímky představující směs (přechod) různých asociací.

## Výzkum
Základní metodou výzkumu je tzv. fytocenologický snímek, v angličtině se používá termín phytosociological relevé. Jedná se o zápis vegetace určitými metodami. Vymezí se nejdříve plocha, která může být různě velká, v závislosti na vegetaci. Větší plocha je nutná u lesů, třeba 200–400 m². Menší plochy se volí u luk, většinou 16–25 m². Nejmenší u maloplošné vegetace, např. prameniště, i 1 m², někdy i méně. Fytocenologický snímek se sepisuje u subjektivně víceméně homogenní vegetace, nesmyslné je vymezovat třeba plochu, kdy na polovině bude les a na polovině louka. Ve všech patrech se sepíšou veškeré druhy rostlin v ploše v jednotlivých patrech (která jsou přítomna), E3: stromové patro, E2: keřové patro, E1: bylinné patro, E0: mechové patro. V rámci jednotlivých pater určíme pokryvnost všech druhů. K tomu se používají různé stupnice, např. Braun-Blanquetova stupnice new: r – 1 až 2 jedinci s nepatrnou pokryvností, + – pokryvnost pod 1 % plochy, 1 – pokryvnost 1 až 5 % plochy, 2m – pokryvnost kolem 5 % plochy, 2a – pokryvnost 5 až 15 % plochy, 2b – pokryvnost 15 až 25 % plochy, 3 – pokryvnost 25 až 50 % plochy, 4 – pokryvnost 50 až 75 % plochy, 5 – pokryvnost 75 až 100 % plochy. Někdy se používají jiné stupnice, např. lesníci hodně používají Zlatníkovu stupnici. Ke každému snímku je nutné napsat další doprovodné údaje, lokalizaci, souřadnice, sklon svahu, expozice svahu, datum aj.
Jestliže se nashromáždí určitý statisticky významný počet fytocenologických snímků, přistoupí se na vyhodnocování. To se dnes dělá hlavně pomocí počítačových programů. Snímky se většinou zapisují do programu turboveg, který je za určitých podmínek volně stažitelný . Databáze se poté vyhodnocují v dalších programech, např. v programu Juice , stažitelném zdarma.
Pro rozlišování jednotlivých společenstev jsou důležité tzv. diagnostické druhy, tedy druhy, jejichž výskyt je koncentrován v dané vegetační jednotce. Dále jsou podstatné konstantní druhy, tedy druhy, které se v dané vegetační jednotce vyskytují s vysokou frekvencí, ale mohou být hojně zastoupeny i v jiných vegetačních jednotkách. Dominantní druhy jsou druhy, které v dané vegetační jednotce mají často vysokou pokryvnost, ale mohou se vyskytovat i v jiných jednotkách.